# Eungellahoningeter
De eungellahoningeter (Bolemoreus hindwoodi; synoniem: Lichenostomus hindwoodi) is een zangvogel uit de familie Meliphagidae (honingeters). Deze vogel is genoemd naar de Australische ornitholoog Keith Alfred Hindwood (1904-1971).

## Verspreiding en leefgebied
Deze endemische soort van Australië komt voor in het noordoosten, met name rondom het Eungella National Park.

## Status
De grootte van de populatie is in 2021 geschat op 2500-3000 volwassen vogels. Op de Rode lijst van de IUCN heeft deze soort de status gevoelig.